# Акцери, Наталья Константиновна
Наталья Константиновна Акцери (настоящая фамилия Ирецкая; псевдоним — прочитанная наоборот фамилия; 23 марта (4 апреля) 1874, Баку — 3 июля 1940, Рига) — оперная и камерная певица (лирико-колоратурное сопрано) и педагог. Племянница Н. Ирецкой.
Настоящая дата рождения 21 сентября 1872 года, Баку

## Биография и работа
В Петербургской консерватории, которую окончила в 1900 году, обучалась вокалу у своей тети, а также в классе фортепиано у профессора С. А. Малозёмовой. В 1903 дебютировала в партии Джульетты («Ромео и Джульетта») в московском Большом театре. С 1904 перешла в петербургскую «Новую оперу» (театр Петербургской консерватории).
Партии: Людмила («Руслан и Людмила»), Марфа («Царская невеста»), Снегурочка («Снегурочка»); Розина («Севильский цирюльник» Дж. Россини), Джильда («Риголетто»), Лакме, Деспина («Так поступают все женщины»), Церлина («Фра-Дьяволо, или Гостиница в Террачине»), Филина, Маргарита Валуа, Мюзетта («Богема»), Манон, Микаэла.
В камерных концертах выступала с произведениями И. С. Баха, Ф. Листа, М. Мошковского, И. Брамса.
Среди партнеров по сцене — выдающиеся певцы времени О. Камионский, Н. Фигнер, М. Долина, К. Дорлиак, Н. Кедров, М. Чупрынников.
В 1910—23 преподавала в консерватории Петербурга-Петрограда, с 1917 года занимала должность профессора. Ученики: К. Аленева, М. Елизарова, В. Емельянова, Н. Зайцева и др.
Затем эмигрировала из Советской России. Какое-то время проживала в Париже, затем уехала в Ригу.
Наталья Константиновна Ирецкая-Акцери является автором и разработчиком программы вокального образования.
В мае 1928 года газета «Сегодня вечером» опубликовала небольшую заметку: "Три года тому назад из Парижа в Ригу приехала… проф. Петербургской консерватории Наталия Константиновна Ирецкая-Акцери — один из наиболее значительных авторитетов России в области вокального искусства. Незадолго до отъезда Наталии Константиновны из СССР ей поручили разработать программы вокального образования для русских консерваторий. Задача эта Наталией Константиновной была выполнена с таким успехом, что совет консерватории счел нужным поблагодарить Наталию Константиновну специальным письмом всех его членов во главе с А. К. Глазуновым. В письме этом… программы квалифицируются как исключительно удачно составленные и называются «энциклопедией музыкально-вокальной литературы». «Над составлением этих программ, — рассказывает проф. Н. К. Ирецкая-Акцери, — я работала с мая по сентябрь 1923 года. Закончив эту работу, я уехала за границу в 8-месячный отпуск, который затем продлила. Вернуться… мне до сих пор не удается, так как врачи находят петербургский климат для меня вредным и не разрешают мне туда ехать. В Париже, где я было поселилась, ко мне явилась бывшая моя ученица г-жа А. Вальман и предложила мне приехать в Ригу в качестве преподавательницы в её школу пения. Перспектива живой и деятельной работы соблазнила меня. К тому же виды на открытие и существование русской консерватории в Париже не казались блестящими… Школа г-жи Вальман меня не удовлетворила в смысле постановки дела. Я ушла из неё. Постепенно у меня подобрался ряд очень серьёзно и вдумчиво относящихся к делу учениц, работающих с таким рвением, что я нашла возможным следующий экзамен устроить публичным…» (цитируется по: Наталия Константиновна Ирецкая-Акцери. (недоступная ссылка) Автор C. Журавлев).
Могила певицы находится на Покровском кладбище в Риге (в секторе Ж, № 3).